# 1959年朝鮮民主主義人民共和国最高人民会議補欠選挙
1959年朝鮮民主主義人民共和国最高人民会議補欠選挙（1959ねんちょうせんみんしゅしゅぎじんみんきょうわこくさいこうじんみんかいぎほけつせんきょ）は、1959年7月19日に朝鮮民主主義人民共和国（北朝鮮）で実施された、最高人民会議代議員の補欠選挙である。

## 補欠選挙実施に至るまで
1953年に朝鮮戦争が終結すると、北朝鮮では朝鮮労働党中央委員会委員長兼内閣総理である最高指導者の金日成への権力集中と個人崇拝が進められていたが、金日成への権力集中を批判した金枓奉や崔昌益などの反対派は1956年の8月宗派事件で金日成に対するクーデターを企図して失敗し、その後に粛清された。
粛清の影響は立法府である最高人民会議にも波及し、56名の代議員が粛清された。当時の最高人民会議は1957年の最高人民会議選挙で改選されたばかりであったが、定数215議席の4分の1にあたる56議席が粛清によって欠員となったため、欠員補充が行われることになった。

## 補欠選挙の実施
補欠選挙の実施にあたって、朝鮮労働党中央委員会は報道規制を敷き、有権者には粛清された代議員が『「反人民活動」に加担した』と伝えられた。
また、この補欠選挙では投票スタイルの変更が行われた。それまでの選挙では、投票所には白の投票箱と黒の投票箱の2つが置かれ、反対票は黒の投票箱に入れる仕組みになっていたが、この補欠選挙では白の投票箱のみだけになり、反対票を投じるには投票用紙に印字されている候補者の氏名の上に線を引くように変更され、誰が反対票を投じたかがより判別しやすくなった。

## 選挙結果
補欠選挙は56選挙区で実施され、55選挙区で朝鮮労働党の候補者が当選し、残り1選挙区では天道教青友党党首の朴申徳が当選した。
補欠選挙では120万票が投じられ、このうちの14票、0.001％が反対票であった。この選挙を最後に、北朝鮮の選挙では反対票は出ていない。
| 統一戦線             | 政党         | 得票数    | %      | 議席 |
| -------------------- | ------------ | --------- | ------ | ---- |
| 祖国統一民主主義戦線 | 朝鮮労働党   | 1,199,986 | 99.999 | 55   |
| 祖国統一民主主義戦線 | 天道教青友党 | 1,199,986 | 99.999 | 1    |
| 反対票               | 反対票       | 14        | 0.001  | –    |
| 合計                 | 合計         | 1,200,000 | 100    | 56   |
| Source: DailyNK 2017 |              |           |        |      |